# Perepelîcicea, Nemîriv
Perepelîcicea (în ucraineană Перепеличчя) este un sat în comuna Ciukiv din raionul Nemîriv, regiunea Vinnița, Ucraina.

## Demografie
Componența lingvistică a localității Perepelîcicea
     Ucraineană (92,78%)
     Rusă (6,67%)
     Alte limbi (0,56%)
Conform recensământului din 2001, majoritatea populației localității Perepelîcicea era vorbitoare de ucraineană (92,78%), existând în minoritate și vorbitori de rusă (6,67%).